# Chrīstos Mandas
Chrīstos Mandas (in greco Χρήστος Μανδάς?; Il Pireo, 17 settembre 2001) è un calciatore greco, portiere della Lazio e della nazionale greca.

## Caratteristiche tecniche
Portiere che si distingue per reattività, è abile nel parare i rigori.

## Carriera

### Club
Cresciuto nel settore giovanile dell'Atromītos, debutta in prima squadra il 28 novembre 2017, in occasione dell'incontro di Coppa di Grecia vinto per 2-0 contro lo Sparta.
Il 31 gennaio 2022 passa a titolo definitivo all'OFI Creta, nella massima serie greca, con cui firma un contratto valido fino al 30 giugno 2026.
Il 1º settembre 2023 si trasferisce a titolo definitivo alla Lazio, in Serie A. Il 10 gennaio 2024 esordisce con la squadra nel derby contro la Roma valido per i quarti di finale di Coppa Italia e vinto per 1-0. L'11 marzo seguente esordisce in massima serie nella sconfitta interna contro l'Udinese (1-2), subentrando nel finale all'infortunato Ivan Provedel. Cinque giorni dopo debutta come portiere titolare, disputando l'intera partita di campionato vinta in casa del Frosinone (2-3). A causa dell'infortunio di Provedel viene impiegato come portiere titolare nel finale di stagione fornendo buone prestazioni. Nella stagione successiva gioca anche la sua prima partita in una competizione europea, schierato da titolare nella gara della seconda giornata della fase campionato di UEFA Europa League, vinta dai biancocelesti per 4-1 in casa contro il Nizza.

### Nazionale
Ha giocato nella nazionale greca Under-21.
Il 23 maggio 2024 viene convocato per la prima volta in nazionale maggiore. L’11 giugno seguente fa il suo esordio nell'amichevole vinta 2-0 contro Malta.

## Statistiche

### Presenze e reti nei club
Statistiche aggiornate al 25 maggio 2025.
| Stagione         | Squadra          | Campionato       | Campionato | Campionato | Coppe nazionali | Coppe nazionali | Coppe nazionali | Coppe continentali | Coppe continentali | Coppe continentali | Altre coppe | Altre coppe | Altre coppe | Totale | Totale | Totale |
| Stagione         | Squadra          | Comp             | Pres       | Reti       | Comp            | Pres            | Reti            | Comp               | Pres               | Reti               | Comp        | Pres        | Reti        | Pres   | Reti   |        |
| ---------------- | ---------------- | ---------------- | ---------- | ---------- | --------------- | --------------- | --------------- | ------------------ | ------------------ | ------------------ | ----------- | ----------- | ----------- | ------ | ------ | ------ |
| 2017-2018        | Atromītos        | SL               | 1          | 0          | CG              | 1               | 0               |                    | -                  | -                  |             | -           | -           | 2      | 0      |        |
| 2018-2019        | Atromītos        | SL               | 1          | 0          | CG              | 1               | 0               | UEL                | 0                  | 0                  |             | -           | -           | 2      | 0      |        |
| 2019-2020        | Atromītos        | SL               | 8+4        | -9+-5      | CG              | 1               | -2              | UEL                | 0                  | 0                  |             | -           | -           | 13     | -16    |        |
| 2020-2021        | Atromītos        | SL               | 11+3       | -10+-3     | CG              | 2               | -5              |                    | -                  | -                  |             | -           | -           | 16     | -18    |        |
| 2021-gen. 2022   | Atromītos        | SL               | 0          | 0          | CG              | 0               | 0               | -                  | -                  | -                  | -           | -           | -           | 0      | 0      |        |
| Totale Atromitos | Totale Atromitos | Totale Atromitos | 21+7       | -19+-8     |                 | 5               | -7              |                    | 0                  | 0                  |             | -           | -           | 33     | -34    |        |
| gen.-giu. 2022   | OFI Creta        | SL               | 1          | -5         | CG              | 0               | 0               |                    | -                  | -                  |             | -           | -           | 1      | -5     |        |
| 2022-2023        | OFI Creta        | SL               | 20+6       | -24+-7     | CG              | 0               | 0               |                    | -                  | -                  |             | -           | -           | 26     | -31    |        |
| lug.-ago. 2023   | OFI Creta        | SL               | 2          | -5         | CG              | 0               | 0               |                    | -                  | -                  |             | -           | -           | 2      | -5     |        |
| Totale OFI Creta | Totale OFI Creta | Totale OFI Creta | 22+7       | -29+-12    |                 | 0               | 0               |                    | -                  | -                  |             | -           | -           | 29     | -41    |        |
| ago. 2023-2024   | Lazio            | A                | 9          | -6         | CI              | 3               | -3              | UCL                | 0                  | 0                  | SI          | 0           | 0           | 12     | -9     |        |
| 2024-2025        | Lazio            | A                | 9          | -7         | CI              | 2               | -3              | UEL                | 9                  | -8                 | -           | -           | -           | 20     | -18    |        |
| Totale Lazio     | Totale Lazio     | Totale Lazio     | 18         | -13        |                 | 5               | -6              |                    | 9                  | -8                 |             | 0           | 0           | 32     | -27    |        |
| Totale carriera  | Totale carriera  | Totale carriera  | 75         | -80        |                 | 10              | -13             |                    | 9                  | -8                 |             | 0           | 0           | 93     | -101   |        |

### Cronologia presenze e reti in nazionale
| Cronologia completa delle presenze e delle reti in nazionale ― Grecia | Cronologia completa delle presenze e delle reti in nazionale ― Grecia | Cronologia completa delle presenze e delle reti in nazionale ― Grecia | Cronologia completa delle presenze e delle reti in nazionale ― Grecia | Cronologia completa delle presenze e delle reti in nazionale ― Grecia | Cronologia completa delle presenze e delle reti in nazionale ― Grecia | Cronologia completa delle presenze e delle reti in nazionale ― Grecia | Cronologia completa delle presenze e delle reti in nazionale ― Grecia |
| Data                                                                  | Città                                                                 | In casa                                                               | Risultato                                                             | Ospiti                                                                | Competizione                                                          | Reti                                                                  | Note                                                                  |
| --------------------------------------------------------------------- | --------------------------------------------------------------------- | --------------------------------------------------------------------- | --------------------------------------------------------------------- | --------------------------------------------------------------------- | --------------------------------------------------------------------- | --------------------------------------------------------------------- | --------------------------------------------------------------------- |
| 11-6-2024                                                             | Grödig                                                                | Malta                                                                 | 0 – 2                                                                 | Grecia                                                                | Amichevole                                                            | -                                                                     | 81’                                                                   |
| 7-6-2025                                                              | Candia                                                                | Grecia                                                                | 4 – 1                                                                 | Slovacchia                                                            | Amichevole                                                            | -1                                                                    |                                                                       |
| Totale                                                                |                                                                       | Presenze                                                              | 2                                                                     |                                                                       | Reti                                                                  | -1                                                                    |                                                                       |